# ずっとあなたが好きでした
「ずっとあなたが好きでした」は、日本の演歌歌手坂本冬美の38枚目のシングル。

## 概要
- ヒット曲となった「また君に恋してる／アジアの海賊」に続くシングル。前作から約1年9ヶ月ぶりのシングルで、2010年1枚目のシングルである。
- 作詞松井五郎、作曲森正明は前作と同じコンビである。

## 収録曲
1. ずっとあなたが好きでした
  - 作詞：松井五郎／作曲：森正明／編曲：若草恵

三和酒類「いいちこ日田全麹」CMソング
ビリーバンバンが歌っているバージョンが、同社「いいちこ」CMソングとなっていて、2011年1月19日にシングルで発売された。
プロモーションビデオは、演歌界初の3D映像で製作された[1]。
2. 百年先も手をとりながら
  - 作詞：松井五郎／作曲：山川恵津子／編曲：若草恵

NHK「ラジオ深夜便」深夜便のうたタイアップソング（2010年4月〜6月）
3. あゝ 女たちよ
  - 作詞：松井五郎／作曲：宇崎竜童／編曲：萩田光雄
4. また君に恋してる～ストリングス・ヴァージョン～
5. ずっとあなたが好きでした（オリジナル・カラオケ）
6. 百年先も手をとりながら（オリジナル・カラオケ）
7. あゝ 女たちよ（オリジナル・カラオケ）